# Michele Riondino

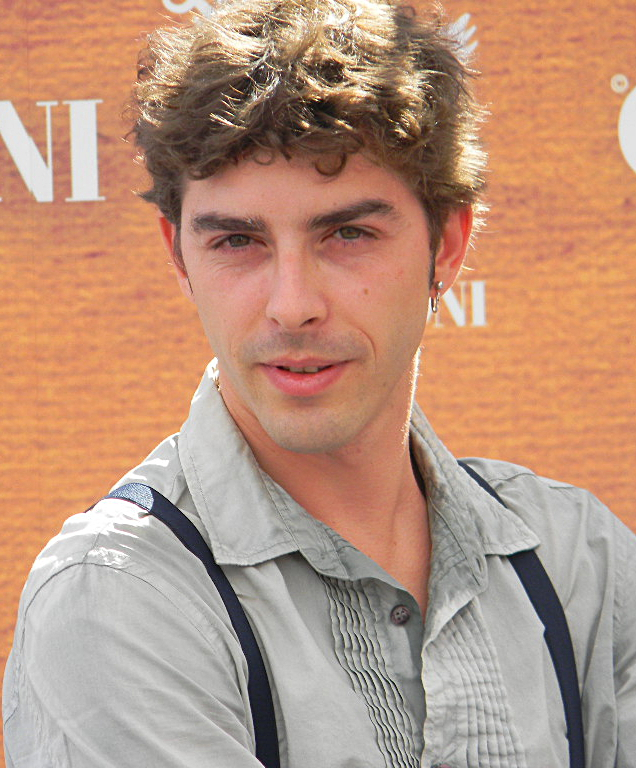
Michele Riondino (Giffoni Film Festival 2010)

Michele Riondino (* 14. März 1979 in Tarent, Italien) ist ein italienischer Schauspieler.

## Leben
Riondino studierte Schauspiel an der Accademia nazionale d’arte drammatica Silvio D’Amico, wo er 2000 mit dem Schauspieldiplom abschloss. Seither war er in mehr als 30 Film- und Fernsehproduktionen zu sehen.

## Filmografie (Auswahl)
- 2008: Il passato è una terra straniera
- 2009: Fortapàsc
- 2009: Marpiccolo
- 2009: Zehn Winter (Dieci inverni)
- 2010: Noi credevamo
- 2012: Acciaio
- 2012: Der junge Montalbano (Il giovane Montalbano)
- 2012: Bella addormentata
- 2014: Il giovane favoloso
- 2015:  Das Dekamerone (Maraviglioso Boccaccio)
- 2016: La ragazza del mondo
- 2022: Treue (Fedelta) (Serie)
- 2023: Die Löwen von Sizilien (I Leoni di Sicilia) (Serie)

## Auszeichnung (Auswahl)
- 2010: Shooting Star[2]